# ラグランジアン (場の理論)
ラグランジアン場の理論 (Lagrangian field theory) は、古典場理論のひとつの定式化であり、ラグランジュ力学を場の理論に拡大したものである。ラグランジュ力学がそれぞれが有限の自由度を持つ離散的な粒子を扱うのに対し、ラグランジアン場の理論は自由度が無限である連続体や場に適用される。
本記事では、ラグランジアン密度を {\displaystyle {\mathcal {L}}} と記し、ラグランジアンは L と記すこととする。
ラグランジュ力学の定式化を拡張し、場の理論を扱うことができるようになった。場の理論では、独立変数は、時空の中の事象 (x, y, z, t)、あるいはもっと一般的には多様体上の点 s へ置き換えて考える。従属変数 (q) は、時空でのその点での場の値 φ(x, y, z, t) へ置き換わり、運動方程式は、作用原理によって、
{\displaystyle {\frac {\delta {\mathcal {S}}}{\delta \varphi _{i}}}=0}
となる。ここで、「作用」
{\displaystyle {\mathcal {S}}[\varphi _{i}]=\int {\mathcal {L}}\left(\varphi _{i}(s),\left\{{\frac {\partial \varphi _{i}(s)}{\partial s^{\alpha }}}\right\},\{s^{\alpha }\}\right)\,\mathrm {d} ^{n}s}
は微分可能な従属変数 φi(s)、その導関数および s 自身の汎函数である。添え字はα = 1, 2, 3,…, nであり、中カッコは｛・∀α｝を表す。s = { sα} は n 個の独立変数がなす集合を表し、これには時間変数も含む。筆書体の{\displaystyle {\mathcal {L}}} は体積密度を表す場合に用い、体積は場の定義域の積分測度つまり{\displaystyle \mathrm {d} ^{n}s} による。

## 定義
ラグランジアン場の理論では、一般座標系の函数としてのラグランジアンをラグランジアン密度へ置き換えて考える。これは、系の場とその導関数、あるいは場合により空間と時間座標も含めたものの函数である。
場の理論では、独立変数 t は、時空 (x, y, z, t) の中での事象や、より一般的には多様体上の点 s へ含めて考える。
ラグランジアン密度は、単にラグランジアンということも多い。

### スカラー場
ある一つのスカラー場 φ に対し、ラグランジアン密度は
{\displaystyle {\mathcal {L}}\left(\phi ,\nabla \phi ,{\frac {\partial \phi }{\partial t}},\mathbf {x} ,t\right)}
の形を取る。複数のスカラー場に対しては、
{\displaystyle {\mathcal {L}}\left(\phi _{1},\nabla \phi _{1},{\frac {\partial \phi _{1}}{\partial t}},\dots ,\phi _{2},\nabla \phi _{2},{\frac {\partial \phi _{2}}{\partial t}},\dots ,\mathbf {x} ,t\right)}
と表す。

### ベクトル場、テンソル場、スピノル場
上記は、ベクトル場やテンソル場やスピノル場に一般化することができる。物理学において、フェルミ粒子はスピノル場で記述し、ボース粒子はテンソル場で記述する。

### 作用
ラグランジアンの時間での積分を作用と呼び、S で表す。場の理論において、ラグランジアン L は時間での積分を作用
{\displaystyle {\mathcal {S}}=\int L\mathrm {d} t}
とし、ラグランジアン密度 {\displaystyle {\mathcal {L}}} はすべての時空に渡る積分を作用
{\displaystyle {\mathcal {S}}[\phi ]=\int {\mathcal {L}}\left(\phi ,\nabla \phi ,{\frac {\partial \phi }{\partial t}},\mathbf {x} ,t\right)\,\mathrm {d} ^{3}\mathbf {x} \mathrm {d} t}
とする区別をすることが屡々ある。
ラグランジアン密度の空間的な体積積分はラグランジアンで、3次元では
{\displaystyle L=\int {\mathcal {L}}\,d^{3}x}
である。重力がある場合や、一般曲線座標系を用いる場合には、ラグランジアン密度 {\displaystyle {\mathcal {L}}} は {\displaystyle {\sqrt {g}}} の因子を含み、スカラー密度になる。この手付きにより、作用 {\displaystyle {\mathcal {S}}} が一般的な座標変換のもとで不変になることが保証される。

### 数学的定式化
M を n 次元多様体をとし、T を対象多様体とする。{\displaystyle {\mathcal {C}}} を M から T への滑らかな函数がなす配位空間とする。
場の理論において、M は時空多様体であり、対象空間は場が任意の点で値として取ることのできる値域を示す集合である。例えば、m 個の実数値のスカラー場 {\displaystyle \varphi _{1},\dots ,\varphi _{m}} があるとすると、対象多様体は、{\displaystyle \mathbb {R} ^{m}} である。場が実ベクトル場であれば、対象多様体は {\displaystyle \mathbb {R} ^{n}} と同相である。M 上の接バンドルを使うもっと洗練された方法もあるが、ここではこの方法を使うことにする。
汎函数
{\displaystyle {\mathcal {S}}:{\mathcal {C}}\longrightarrow \mathbb {R} }
を考える。これは作用と呼ぶ。
作用は局所的であることから、作用としての要件を追加する。
{\displaystyle \varphi \ \in {\mathcal {C}}} のとき、 {\displaystyle {\mathcal {S}}[\varphi ]} は、{\displaystyle \varphi }、その導関数および位置の関数であるラグランジアン {\displaystyle {\mathcal {L}}(\varphi ,\partial \varphi ,\partial \partial \varphi ,\dots ,x)}を M の上で積分したものとする。つまり、
{\displaystyle \forall \varphi \in {\mathcal {C}},\;{\mathcal {S}}[\varphi ]\equiv \int _{M}{\mathcal {L}}{\big (}\varphi (x),\partial \varphi (x),\partial \partial \varphi (x),\dots ,x{\big )}\mathrm {d} ^{n}x}
である。
以下では、ラグランジアンは場の値とその一階微分にのみ依存し、それより高階の微分には依存しないことを前提とする。
{\displaystyle \varphi }の境界における値を特定する境界条件が与えられた場合に、
M がコンパクトつまりx → ∞ のとき {\displaystyle \varphi } がある一定の極限に収束する（この条件により部分積分が上手く行く）ときには、
関数 {\displaystyle \varphi } からなる {\displaystyle {\mathcal {C}}} の部分空間であって S の {\displaystyle \varphi } における全ての汎関数微分が０になり {\displaystyle \varphi } が所与の境界条件を満たすものは、オンシェルの解の部分空間である。
これにより、
{\displaystyle 0={\frac {\delta {\mathcal {S}}}{\delta \varphi }}=\int _{M}\left(-\partial _{\mu }\left({\frac {\partial {\mathcal {L}}}{\partial (\partial _{\mu }\varphi )}}\right)+{\frac {\partial {\mathcal {L}}}{\partial \varphi }}\right)\mathrm {d} ^{n}x}
である。左辺は {\displaystyle \varphi } についての作用の汎関数微分である。
従って、（境界条件により、）オイラー＝ラグランジュ方程式
{\displaystyle {\frac {\partial {\mathcal {L}}}{\partial \varphi }}=\partial _{\mu }\left({\frac {\partial {\mathcal {L}}}{\partial (\partial _{\mu }\varphi )}}\right)}
を得る。

## 例
この節で試験粒子を取り扱う際、これらの粒子が動く場の方程式を与える。
この方程式は、記述する試験粒子が動く場に関するものであり、これによって場での計算ができるようになる。
以下に示す方程式は場の中の試験粒子の運動方程式を与えるものではないが、
その代わりに、任意の点 {\displaystyle (\mathbf {x} ,t)} での質量密度、電荷密度その他の物理量が導くポテンシャル（の場）を得ることができる。
例えば、ニュートン重力の場合は、時空上でラグランジアン密度を積分すると、もしこれが解けるようであれば、{\displaystyle \Phi (\mathbf {x} ,t)} を得ることができる。
この {\displaystyle \Phi (\mathbf {x} ,t)} をニュートン重力場の中の試験粒子のラグランジェ方程式(1) へ代入し直すと、
粒子の加速度を計算するのに必要な情報を得ることができる。

### ニュートン重力
ラグランジアン密度 {\displaystyle {\mathcal {L}}} は J･m−3 の次元を持つ。
kg･m －3 の単位系で、相互作用項 mΦ を連続質量密度 ρ を含む項に置き換える。
（連続体でなく）点を場の発生源として取り扱うのは数学的に難しいので、この取扱いが必要となる。
その結果、古典重力場のラグランジアンは
{\displaystyle {\mathcal {L}}(\mathbf {x} ,t)=-\rho (\mathbf {x} ,t)\Phi (\mathbf {x} ,t)-{1 \over 8\pi G}(\nabla \Phi (\mathbf {x} ,t))^{2}}
となる。ここで、 m3･kg－1･s－2 で表す G は重力定数である。
Φ についての積分の変分は、
{\displaystyle \delta {\mathcal {L}}(\mathbf {x} ,t)=-\rho (\mathbf {x} ,t)\delta \Phi (\mathbf {x} ,t)-{2 \over 8\pi G}(\nabla \Phi (\mathbf {x} ,t))\cdot (\nabla \delta \Phi (\mathbf {x} ,t))}
となる。
部分積分して全積分の部分を零にする。両辺を δΦ で割ると
{\displaystyle 0=-\rho (\mathbf {x} ,t)+{1 \over 4\pi G}\nabla \cdot \nabla \Phi (\mathbf {x} ,t)}
を得るので、
{\displaystyle 4\pi G\rho (\mathbf {x} ,t)=\nabla ^{2}\Phi (\mathbf {x} ,t)}
となる。これは、ガウスの重力法則である。

### アインシュタイン重力
物質場が存在する場合に、一般相対論でのラグランジアン密度は、
{\displaystyle {\mathcal {L}}_{\text{GR}}={\mathcal {L}}_{\text{EH}}+{\mathcal {L}}_{\text{matter}}={\frac {c^{4}}{16\pi G}}\left(R-2\Lambda \right)+{\mathcal {L}}_{\text{matter}}}
である。R はスカラー曲率であり、これは リッチテンソルを計量テンソルで縮約したものである。リッチテンソルは、リーマン曲率テンソルをクロネッカーのデルタで縮約した二階テンソルである。{\displaystyle {\mathcal {L}}_{\text{EH}}} の積分は、アインシュタイン・ヒルベルト作用として知られている。リーマン曲率テンソルは、潮汐力を表すテンソルであり、クリストッフェル記号とクリストッフェル記号の共変微分から構成される。クリストッフェル記号の共変微分は、重力による場を表す。このラグランジアンをオイラー＝ラグランジェ方程式へ代入し、計量テンソル {\displaystyle g_{\mu \nu }} を場と考えると、アインシュタイン場の方程式
{\displaystyle R_{\mu \nu }-{\frac {1}{2}}Rg_{\mu \nu }+g_{\mu \nu }\Lambda ={\frac {8\pi G}{c^{4}}}T_{\mu \nu }}
を得る。右辺の最後のテンソル項はエネルギー・運動量テンソルであり、
{\displaystyle T_{\mu \nu }\equiv {\frac {-2}{\sqrt {-g}}}{\frac {\delta ({\mathcal {L}}_{\mathrm {matter} }{\sqrt {-g}})}{\delta g^{\mu \nu }}}=-2{\frac {\delta {\mathcal {L}}_{\mathrm {matter} }}{\delta g^{\mu \nu }}}+g_{\mu \nu }{\mathcal {L}}_{\mathrm {matter} }}
である。g は、計量テンソルを行列と見なしたときの、その行列式である。{\displaystyle \Lambda } は宇宙定数である。一般相対論で、ラグランジアン密度の作用を積分する際の測度は、一般に {\displaystyle {\sqrt {-g}}d^{4}x} である。計量テンソルの行列式の平方根はヤコビ行列式と同値であることから、積分の座標の決め方が独立になる。マイナス符号は、計量の二次形式としての符号数の結果必要になる（行列式自体が負である）。

### 特殊相対論での電磁気学
相互作用項
{\displaystyle -q\phi (\mathbf {x} (t),t)+q{\dot {\mathbf {x} }}(t)\cdot \mathbf {A} (\mathbf {x} (t),t)}
を、単位系 A･s･m －3 の連続的電荷密度 ρ と、単位系 A･m−2 の電流密度 {\displaystyle \mathbf {j} } を含む項で置き換える。その結果、電磁場のラグランジアンは
{\displaystyle {\mathcal {L}}(\mathbf {x} ,t)=-\rho (\mathbf {x} ,t)\phi (\mathbf {x} ,t)+\mathbf {j} (\mathbf {x} ,t)\cdot \mathbf {A} (\mathbf {x} ,t)+{\epsilon _{0} \over 2}{E}^{2}(\mathbf {x} ,t)-{1 \over {2\mu _{0}}}{B}^{2}(\mathbf {x} ,t)}
である。{\displaystyle \phi } について変分すると、
{\displaystyle 0=-\rho (\mathbf {x} ,t)+\epsilon _{0}\nabla \cdot \mathbf {E} (\mathbf {x} ,t)}
を得るが、この式はガウスの法則である。
また、{\displaystyle \mathbf {A} } について変分すると、
{\displaystyle 0=\mathbf {j} (\mathbf {x} ,t)+\epsilon _{0}{\dot {\mathbf {E} }}(\mathbf {x} ,t)-{1 \over \mu _{0}}\nabla \times \mathbf {B} (\mathbf {x} ,t)}
を得るが、この式はアンペールの法則である。
テンソル記法を使うと、もっと簡潔に記述することができる。{\displaystyle -\rho \phi (\mathbf {x} ,t)+\mathbf {j} \cdot \mathbf {A} } の項は、実は二つの4元ベクトルの内積である。電荷密度を電流 4元ベクトルに含め、スカラー・ポテンシャルをポテンシャル 4元ベクトルに含めて表すと、これらの 2つの新しいベクトルは、
{\displaystyle j^{\mu }=(\rho ,\mathbf {j} )\quad } と {\displaystyle \quad A_{\mu }=(-\phi ,\mathbf {A} )}
になる。すると、相互作用項は
{\displaystyle -\rho \phi +\mathbf {j} \cdot \mathbf {A} =j^{\mu }A_{\mu }}
と書くことができる。さらに、場 E と B を電磁テンソル {\displaystyle F_{\mu \nu }} で表すと、このテンソルは、
{\displaystyle F_{\mu \nu }=\partial _{\mu }A_{\nu }-\partial _{\nu }A_{\mu }}
と定義することができる。ラグランジアン密度の最後の二項は
{\displaystyle {\epsilon _{0} \over 2}{E}^{2}-{1 \over {2\mu _{0}}}{B}^{2}=-{\frac {1}{4\mu _{0}}}F_{\mu \nu }F^{\mu \nu }=-{\frac {1}{4\mu _{0}}}F_{\mu \nu }F_{\rho \sigma }\eta ^{\mu \rho }\eta ^{\nu \sigma }}
となる。ミンコフスキー計量を使って 電磁テンソルの全ての添え字を持ち上げる。この記法により、マクスウェルの方程式は、
{\displaystyle \partial _{\mu }F^{\mu \nu }=-\mu _{0}j^{\nu }\quad {\text{および}}\quad \epsilon ^{\mu \nu \lambda \sigma }\partial _{\nu }F_{\lambda \sigma }=0}
となる。ここで、ε はレヴィ・チヴィタテンソルである。従って、特殊相対論における電磁場のラグランジアン密度をローレンツベクトルとテンソルで記述すると、
{\displaystyle {\mathcal {L}}(x)=j^{\mu }(x)A_{\mu }(x)-{\frac {1}{4\mu _{0}}}F_{\mu \nu }(x)F^{\mu \nu }(x)}
である。この記法で書くと、古典電磁気学がローレンツ不変な理論であることが明らかである。等価原理により、電磁気学の記法を曲がった時空へ拡張することが簡単になる。

### 一般相対論での電磁気学
一般相対論の電磁場のラグランジアン密度も、上記のアインシュタイン・ヒルベルト作用を含んでいる。純粋な電磁場のラグランジアンは、正に物質ラグランジアン {\displaystyle {\mathcal {L}}_{\text{matter}}} である。ラグランジアンは、
{\displaystyle {\begin{aligned}{\mathcal {L}}(x)&=j^{\mu }(x)A_{\mu }(x)-{1 \over 4\mu _{0}}F_{\mu \nu }(x)F_{\rho \sigma }(x)g^{\mu \rho }(x)g^{\nu \sigma }(x)+{\frac {c^{4}}{16\pi G}}R(x)\\&={\mathcal {L}}_{\text{Maxwell}}+{\mathcal {L}}_{\text{Einstein-Hilbert}}\end{aligned}}}
である。このラグランジアンは、単純に上記の平坦なラグランジアンの中のミンコフスキー計量を一般的な（曲がった）計量 {\displaystyle g_{\mu \nu }(x)} へ置き換えることによって得られる。このラグランジアンを使い、電磁場のある中でのアインシュタイン場の方程式を構築することができる。エネルギー・運動量テンソルは、
{\displaystyle T^{\mu \nu }(x)={\frac {2}{\sqrt {-g(x)}}}{\frac {\delta }{\delta g_{\mu \nu }(x)}}{\mathcal {S}}_{\text{Maxwell}}={\frac {1}{\mu _{0}}}\left(F_{{\text{ }}\lambda }^{\mu }(x)F^{\nu \lambda }(x)-{\frac {1}{4}}g^{\mu \nu }(x)F_{\rho \sigma }(x)F^{\rho \sigma }(x)\right)}
である。エネルギー・運動量テンソルは対角和が消える、つまり、
{\displaystyle T=g_{\mu \nu }T^{\mu \nu }=0}
を示すことができる。アインシュタイン場の方程式で両辺の対角和を取ると、
{\displaystyle R=-{\frac {8\pi G}{c^{4}}}T}
を得る。エネルギー・運動量テンソルの対角和が 0 であることから、電磁場のスカラー曲率が 0 になる。従って、アインシュタイン方程式は、
{\displaystyle R^{\mu \nu }={\frac {8\pi G}{c^{4}}}{\frac {1}{\mu _{0}}}\left(F_{{\text{ }}\lambda }^{\mu }(x)F^{\nu \lambda }(x)-{\frac {1}{4}}g^{\mu \nu }(x)F_{\rho \sigma }(x)F^{\rho \sigma }(x)\right)}
となる。また、マクスウェル方程式は、
{\displaystyle D_{\mu }F^{\mu \nu }=-\mu _{0}j^{\nu }}
となる。ここで、{\displaystyle D_{\mu }} は共変微分である。
束縛がない空間に対し、電流テンソルは {\displaystyle j^{\mu }=0} とすることができる。
束縛がない空間の中に球対称に分布した質量の周りでアインシュタイン方程式とマクスウェル方程式を解くと、（自然単位系での電荷 Q を持つ）次の線素が定めるライスナー・ノルドシュトロム解を持つブラックホールの式を得る。
{\displaystyle ds^{2}=\left(1-{\frac {2M}{r}}+{\frac {Q^{2}}{r^{2}}}\right)dt^{2}-\left(1-{\frac {2M}{r}}+{\frac {Q^{2}}{r^{2}}}\right)^{-1}dr^{2}-r^{2}d\Omega ^{2}}
電磁場のラグランジアンと重力のラグランジアンを統合する方法の一つとして、（五次元を用いる）カルツァ＝クライン理論がある。

### 微分形式による電磁気学
微分形式を使うと、（擬）リーマン多様体 {\displaystyle {\mathcal {M}}} 上の真空の中の電磁作用 S は（自然単位系を使い、c = ε0 = 1 として)、
{\displaystyle {\mathcal {S}}[\mathbf {A} ]=\int _{\mathcal {M}}\left(-{\frac {1}{2}}\,\mathbf {F} \wedge \star \mathbf {F} +\mathbf {A} \wedge \star \mathbf {J} \right)}
と書くことができる。ここで、A は電磁ポテンシャルの 1-形式を表し、J は電流の 1-形式、F は場の強さの 2-形式であり、スターはホッジスター作用素である。この表現は、座標（被積分函数を基底で表すと全く同じだが冗長な表現になる）を使わないことを除いては、上の節で示したものと全く同一なラグランジアンである。
微分形式は、座標に関する微分を自動的に組み込んでいるので、微分形式を使った表現には積分測度を加える必要がないことに留意されたい。作用の変分は、
{\displaystyle \mathrm {d} {\star }\mathbf {F} =\mathbf {J} }
となる。これらは電磁ポテンシャルに対するマクスウェルの方程式である。F は完全形式であるので、F = dA を代入すると、直ちに、場の方程式
{\displaystyle \mathrm {d} \mathbf {F} =0}
を得る。

### ディラックのラグランジアン
ディラック場に対するラグランジアン密度は、
{\displaystyle {\mathcal {L}}=i\hbar c{\bar {\psi }}{\partial }\!\!\!/\ \psi -mc^{2}{\bar {\psi }}\psi }
である。ここで ψ はディラック・スピノル（消滅作用素）、{\displaystyle {\bar {\psi }}=\psi ^{\dagger }\gamma ^{0}} はそのディラック共役（生成作用素）、{\displaystyle {\partial }\!\!\!/=\gamma ^{\sigma }\partial _{\sigma }} は{\displaystyle \gamma ^{\sigma }\partial _{\sigma }\!}にファインマンのスラッシュ記法を用いている。

### 量子電磁気学のラグランジアン
量子電磁気学（QED）のラグランジアン密度は、
{\displaystyle {\mathcal {L}}_{\mathrm {QED} }=i\hbar c{\bar {\psi }}{D}\!\!\!\!/\ \psi -mc^{2}{\bar {\psi }}\psi -{1 \over 4\mu _{0}}F_{\mu \nu }F^{\mu \nu }}
である。ここで、{\displaystyle F^{\mu \nu }} は電磁テンソルであり、D はゲージ共変微分であり、{\displaystyle {D}\!\!\!\!/} は {\displaystyle \scriptstyle \gamma ^{\sigma }D_{\sigma }\!} に対するファインマンのスラッシュ記法である。
{\displaystyle D_{\sigma }=\partial _{\sigma }-ieA_{\sigma }} で、 {\displaystyle A_{\sigma }} は電磁場の四元ポテンシャルである。

### 量子色力学のラグランジアン
量子色力学（QCD）のラグランジアン密度は、
{\displaystyle {\mathcal {L}}_{\mathrm {QCD} }=\sum _{n}\left(i\hbar c{\bar {\psi }}_{n}{D}\!\!\!\!/\ \psi _{n}-m_{n}c^{2}{\bar {\psi }}_{n}\psi _{n}\right)-{1 \over 4}G^{\alpha }{}_{\mu \nu }G_{\alpha }{}^{\mu \nu }}
である。ここで、D は QCD ゲージ共変微分であり、n = 1、2、…、6 はクォークのタイプの数、{\displaystyle G^{\alpha }{}_{\mu \nu }\!} はグルーオン場の強さのテンソルである。

## 参照項目
| - 変分法 - 古典場理論 - アインシュタイン＝マクスウェル＝ディラック方程式 - オイラー＝ラグランジュ方程式 - 汎函数微分 - 函数積分 - 一般座標 - ハミルトン力学 - ハミルトン場の理論 - ラグランジュ力学 - ラグランジュ点 - ラグランジュ系 - ネーターの定理 - オンサガー＝マチェラップ函数 - 最小作用の原理 - スカラー場の理論 |